# Église Sainte-Agnès de Fontaine-les-Grès
Pour les articles homonymes, voir Église Sainte-Agnès.
L'église Sainte-Agnès est une église située à Fontaine-les-Grès, en France et réalisée par l'architecte Michel Marot.

## Localisation
L'église est située sur la commune de Fontaine-les-Grès, dans le département français de l'Aube.

## Historique
L'édifice est inscrit au titre des monuments historiques en 2010 et également labelisé « Patrimoine du XXe siècle ».